# NGC 5108
NGC 5108 је спирална галаксија у сазвежђу Кентаур која се налази на NGC листи објеката дубоког неба.
Деклинација објекта је - 32° 20' 31" а ректасцензија 13h 23m 18,7s. Привидна величина (магнитуда) објекта NGC 5108 износи 14,2 а фотографска магнитуда 15,0. NGC 5108 је још познат и под ознакама ESO 444-20, MCG -5-32-5, PGC 46774.